# كلفن سمارت
كلفن سمارت (بالإنجليزية: Kelvin Smart)‏ مواليد 18 ديسمبر 1960 في ويلز، هو ملاكم محترف ويلزي سابق صنّف ضمن فئة وزن الذبابة بدأ مسيرته الاحترافية سنة 1979.

## إحصائيات
خاض خلال مسيرته 29 نزالا، فاز في 17 وتعادل في 2 وخسر في 10. فاز بالضربة القاضية في 7 نزالات.

## روابط خارجية
- كلفن سمارت على موقع بوكس ريك (الإنجليزية) (registration required)